# Arcte nigrescens
Arcte nigrescens là một loài bướm đêm trong họ Noctuidae.